# Carrer del Balç
El Carrer del Balç és un carrer de Manresa on s'hi ubica un centre d'interpretació medieval del Museu Comarcal de Manresa.

## Carrer
El carrer del Balç, que formava part del nucli de la ciutat medieval sorgit a l’entorn del mercat, a la plaça Major, és un magnífic exemple de l’urbanisme medieval.
De traçat estret i sinuós, el carrer s'adapta al perfil d’una balcera, amb diferents nivells esglaonats, i discorre sota els porxos que s'aixequen entre casa i casa per aprofitar l’espai escàs que hi havia a l’interior de la ciutat murallada.

## Centre d'interpretació
El centre d’interpretació, emplaçat a les dependències d’un antic casal, ofereix un muntatge multimèdia que destaca un conjunt patrimonial únic i permet descobrir com era la Manresa del segle XIV: el món dels gremis, les oligarquies i les famílies nobles de la ciutat; com era la vida quotidiana en un carrer medieval, i els factors que van fer possible la construcció de la Séquia.